# Jacqueline Woodson
Jacqueline Woodson (Columbus, Ohio, USA, 12 de febrer de 1963) és una escriptora estatunidenca de llibres per a nens i adolescents. És coneguda sobretot per Miracle's Boys, i els seus títols guanyadors del "Newbery Honor": Brown Girl Dreaming, After Tupac and D Foster, Feathers i Show Way. Va ser anomenada "Ambaixadora Nacional per a la literatura juvenil", per la Biblioteca del Congrés, pel bienni 2018-2019.

## Carrera com a escriptora
| « | [I wanted] to write about communities that were familiar to me and people that were familiar to me. I wanted to write about communities of color. I wanted to write about girls. I wanted to write about friendship and all of these things that I felt like were missing in a lot of the books that I read as a child. | » |

Després dels estudis d'anglès a la universitat Adelphi, Woodson va anar a treballar per Kirchoff/Wohlberg. Va ajudar a escriure les proves estàndard de lectura de Califòrnia amb fragments de la seva primera obra inèdita i va cridar l'atenció d'una agent de llibre infantil a la mateixa empresa. Tot i que no en va sortir res, va fer sortir del calaix el seu primer manuscrit. Aleshores, es va matricular al taller d'escriptura de Bunny Gable a la New School (Nova York), on Bebe Willoughby, editor a Delacorte, va sentir una lectura de Last Summer with Maizon i li'n va demanar el manuscrit. Delacorte va comprar el manuscrit, però Willoughby va deixar l'empresa abans d'editar-lo i així Wendy Lamb va agafar el paper d'editora i va publicar els sis primers llibres de Woodson.

### Inspiracions
La joventut de Woodson va transcórrer entre Carolina del Sud i Brooklyn. En una entrevista amb Jennifer M. Brown, va recordar: "El Sud era tan exuberant i tan lent i tan centrat en la comunitat. La ciutat era emocionant, tot és movia ràpidament i elèctrica. Brooklyn era molt més divers: en el bloc on vaig créixer, hi havia persones alemanyes, persones de la República Dominicana, persones de Puerto Rico, afroamericans del sud, americans del Carib, asiàtics."
Quan se li demanà quines havien estat les seves influències en una entrevista amb Hazel Rochman, Woodson respongué: "Dos escriptors importants per mi són James Baldwin i Virginia Hamilton. Em va impressionar descobrir que Virginia Hamilton era afroamericana com jo. Més tard, Nikki Giovanni va tenir un efecte similar en mi. Sento que vaig aprendre a escriure amb Baldwin. Era un futurista, escrivint sobre raça i gènere molt de temps abans que la majoria de la gent se sentís còmoda amb aquests temes. Traspassava les línies de classe per tot arreu, i cada un dels seus personatges era extraordinàriament creïble. Encara el faig baixar del meu prestatge quan em sento encallada". Altres influències primerenques inclouen The Bluest Eye i Sula de Toni Morrison i el treball de Rosa Guy així com el seu professor d'anglès de secundària, el Sr. Miller. Louise Meriwether fou també mencionada.

### Estil
Com a autora, Woodson és coneguda pels escenaris físics detallats que descriu a cada un dels seus llibres. Col·loca fronteres a tot arreu —socials, econòmiques, físiques, sexuals, racials— i els seus personatges trenquen les fronteres físiques i psicològiques per crear una història forta i emocional. És també coneguda pel seu optimisme. Ha dit que li desagraden els llibres que no ofereixen esperança. Esmenta la novel·la Sounder com un exemple de novel·la lúgubre i desesperada. D'altra banda, va gaudir de A Tree Grows in Brooklyn; encara que la família era molt pobre, els personatges experimenten moments d'esperança i pura bellesa. Utilitza aquesta filosofia en la seva obra:"Si estimes les persones que crees, pots veure-hi l'esperança."
Com a escriptora escriu conscientment per a una audiència jove. Hi ha autors que escriuen sobre adolescència o des del punt de vista de la joventut, però la seva obra està destinada a audiències d'adult. Woodson escriu sobre infantesa i adolescència pensant en una audiència d'adolescents. En una entrevista a la National Public Radio (NPR) va dir, "estic escrivint sobre adolescents per a adolescents. I penso que la diferència principal és que, quan estàs escrivint per a un grup d'edat particular, especialment un grup d'edat més jove, l'escriptura no pot ser tan implícita. Estàs més en el moment. No tenen l'experiència d'un adult des de la qual mirar enrere. Així que estàs en el moment de ser un adolescent... i la immediatesa i la urgència són molt presents, perquè allò és el què se sent en ser un adolescent. Tot és tan important, tan gran, tan traumàtic. I tot això ha de ser a lloc per ells."

### Ensenyances
Jacqueline Woodson ha influït en molts altres escriptors, incloent Un Na, que la reconeix com la seva primera mestra d'escriptura. Woodson també fa classes al taller d'escriptura de l'estiu per a adolescents de la National Book Foundation i en co-edita l'antologia anual de la seva feina.

## Temes
Alguns comentaristes han etiquetat la seva escriptura de "issue-related", però Woodson creu que els seus llibres tracten qüestions universals. Ha abordat temes dels quals no es parlava generalment quan els seus llibres van ser publicats, incloent-hi parelles interracials, homosexualitat i embaràs adolescent. Ella ho fa sovint amb personatges compassius posats en situacions realistes. Woodson declara que el seu interès és en explorar moltes perspectives diferents a través de les seves obres, no imposant les seves opinions als altres.
Woodson té diversos temes que apareixen en moltes de les seves novel·les. Explora assumptes de gènere, classe i raça així com família i història. És coneguda per utilitzar aquests temes comuns de manera trencadora. Encara que molts dels seus personatges tenen "etiquetes" que els fan "invisibles" en la societat, Woodson escriu més aviat sobre la seva recerca d'ells mateixos més que no pas sobre la recerca d'igualtat o justícia social.

### Gènere
Només The Notebooks of Melanin Sun, Miracle's Boys i Locomotion estan escrits d'una perspectiva masculina. La resta d'obres de Woodson presenten narradors femenins. Tanmateix, la seva història breu "Trev", publicada el 2009 dins How Beautiful the Ordinary: Twelve Stories of Identity, presenta un narrador mascle transgènere.

### Història i societat afroamericana
| « | Black women have been everywhere --building the railroads, cleaning the kitchens, starting revolutions, writing poetry, leading voter registration drives and leading slaves to freedom. We've been there and done that. I want the people who have come before me to be part of the stories that I'm telling, because if it weren't for them, I wouldn't be telling stories. | » |

En la seva novel·la de 2003, Coming on Home Soon, explora tant raça com gènere dins del context històric de la Segona Guerra Mundial.
The other Side és una mirada poètica de la raça a través de dues noies joves, una negra i una blanca, que seuen a un i altre costat de la tanca que separa els seus mons.
Un incident personal es va produir a la cerimònia de lliurament del National Book Awards a Jacqueline Woodson el novembre de 2014: el presentador, Daniel Handler, va fer una broma poc afortunada sobre síndries, que són motiu per als retrats racistes als EUA. La resposta de Woodson va ser expressada en un article del New York Times. Amb el títol "The Pain of the Watermelon Joke" (El dolor de l'acudit amb síndries) explicà que el comentari de Daniel Handler provenia d'una profunda ignorància. Va subratllar la necessitat de "fer arribar a la gent la història brillant i brutal del país, amb l'objectiu que ningú no torni a pujar a un escenari un vespre i faci broma amb el passat massa sovint dolorós d'una altra persona.

### Estat econòmic
The Dear One és notable perquè que tracta de les diferències entre rics i pobres dins de la comunitat negra.

### Identitat sexual
The House You Pass on the Way és una novel·la que parla de la identitat homosexual a través dels personatges principals com Staggerlee.
| « | Staggerlee knows who she is for the most part, but her friend Trout is struggling, conforming, trying to fit in somewhere. I wish I had had this book when I was a kid and trying to fit in while being a tomboy and so unfeminine. | » |

En The Dear One Woodson introdueix una relació lesbiana fortament compromesa entre Marion i Bernadette. Llavors, la contrasta a una família heterosexual trencada, que acaba resultant en una adolescent de Harlem anomenada Rebecca que es trasllada a viure amb elles i la seva filla de dotze anys, Feni.

## Resposta de la crítica
Last Summer with Maizon, el primer llibre de Woodson, va ser elogiat pels crítics per crear personatges femenins positius i el punyent retrat dels amics d'onze anys. Els crítics també van comentar en el seu convincent sentit de l'espai i les vívides relacions entre els personatges. Els següents dos llibres de la trilogia, Maizon at Blue Hill i Between Madison and Palmetto, foren també ben rebuts pels seus personatges realistes i l'estil enèrgic d'escriptura. Els temes d'autoestima i identitat són tractats en els tres llibres. Uns quants crítics observaren que hi havia una manca lleu de focalització, ja que la trilogia tocava lleugerament i de pressa massa problemes diferents en massa poques pàgines.
Quan rebé el premi "Margaret A. Edwards" el 2006, el jurat de bibliotecaris va comentar: "els llibres de Woodson són potents, trencadors i una exploració molt personal de les moltes maneres en què la identitat i l'amistat transcendeixen els límits de l'estereotip".

## Censura
Alguns dels temes que tracta Woodson en els seus llibres encenen un llumet vermell en la censura. L'homosexualitat, maltractament de menors, paraulotes i altres continguts han donat lloc a afers amb la censura. En una entrevista a la NPR Woodson va dir que utilitza molt poques paraulotes en els seus llibres i que els problemes que els adults tenen amb els seus temes diuen més sobre amb què estan incòmodes ells que no pas el que els seus estudiants podrien pensar. Suggereix que es pensi en les diverses influències exteriors a les quals tenen accés els adolescents avui en dia, i, aleshores, que es compari amb els temes dels seus llibres.

## Vida personal
Woodson viu a Brooklyn amb la seva companya Juliet Widoff, metgessa. La parella té dos fills: una nena, Toshi Georgianna, i un nen, Jackson-Leroi.

## Premis i honors
- ALA Best Book for Young Adults el 1998, 2000, 2003, 2004 i 2005[11]
- Coretta Scott King Award granyadora el 2001 i 2015[12][13]
- Coretta Scott King Award nominació d'honor 1995, 1996 i 2013[12]
- 2005 YALSA Quick Picks for Reluctant Young Adult Readers per Behind You[14]
- 2006 Margaret A. Edwards Award[15]
- 2009 Newbery Honor per After Tupac and D Foster[16]
- 2009 Josette Frank Award per After Tupac and D Foster
- 2009 Pennsylvania Young Reader's Choice Awards per Peace Locomotion
- 2009 Keystone to Reading Book Award per Peace Locomotion
- 2014 Premis Hans Christian Andersen, nominada pels USA
- 2014 National Book Award en la categoria Young People's Literature per Brown Girl Dreaming
- 2015 Young People's Poet Laureate per la Poetry Foundation[17]
- 2017 May Hill Arbuthnot Honor Lecture a la American Library Association, reconeix una aportació rellevant a la literatura infantil.[18]
- 2018-2019 National Ambassador for Young People's Literature per la Library of Congress.[19]
- 2018 Premi Memorial Astrid Lindgren

## Obra completa

### Novel·les
Cap de les seves novel·les no ha estat traduïda al català.

### Títols per a preadolescents
- Last Summer with Maizon (1990)
- Maizon at Blue Hill (1992)
- Between Madison and Palmetto (1993)
- Feathers (2007)
- After Tupac and D Foster (2008)
- Peace Locomotion (2009)
- Locomotion (2010), novel·la en vers
- Brown Girl Dreaming (2014), novel·la en vers

### Títols per a joves adults
- The Dear One (1990)
- I Hadn't Meant to Tell You This (1994)
- From the Notebooks of Melanin Sun (1995)
- The House You Pass on the Way (1997)
- If You Come Softly (1998)
- Lena (1999)
- Miracle's Boys (2000)
- Hush (2002)
- Behind You (2004)
- Beneath a Meth Moon (2012)
- The Letter Q: Queer Writers' Notes to Their Younger Selves (2012) (col·laboradora)

### Llibres il·lustrats
- Martin Luther King, Jr. and His Birthday (no ficció), il·lustrat per Floyd Cooper (1990)
- Book Chase, il·lustrat per Steve Cieslawski (1994)
- We Had a Picnic This Sunday Past, il·lustrat per Diane Greenseid (1997)
- Sweet, Sweet Memory, il·lustrat per Floyd Cooper (2000)
- The Other Side, il·lustrat per E. B. Lewis (2001)
- Visiting Day, il·lustrat per James Ransome (2002)
- Our Gracie Aunt, il·lustrat per Jon J. Muth (2002)
- Coming on Home Soon, il·lustrat per E. B. Lewis (2003)
- Show Way, il·lustrat per Hudson Talbott (2006)
- Pecan Pie Baby, il·lustrat per Sophie Blackall (2010)
- Each Kindness, il·lustrat per E. B. Lewis (2012)
- This Is the Rope, il·lustrat per James Ransome (2013)

## Adaptacions

### Pel·lícula
El 2002, Spike Lee i altres van convertir Miracle's Boys en una miniserie.

### Enregistraments d'àudio
- I Hadn't Meant to Tell You This, Recorded Books, 1999
- Lena, Recorded Books, 1999
- Miracle's Boys, Listening Library, 2001
- Locomotion, Recorded Books, 2003